# Shannon Woodward
Shannon Marie Woodward (n. Phoenix, Arizona; 17 de diciembre de 1984) es una actriz estadounidense. Es mayormente conocida por los papeles de Sabrina en Raising Hope, como Di Di Malloy en The Riches, como Dina en el videojuego The Last Of Us 2 y como Elsie Hughes en Westworld.

## Comienzos
Woodward nació en Phoenix, Arizona. Cuando era niña, se trasladó con su familia a Boca Ratón, Florida, donde asistió a la Olympic Heights Community High School. Allí comenzó a actuar y más tarde llamó la atención en un casting de Nickelodeon para el programa Clarissa Explains It All.

## Carrera
Mientras vivía en Florida con su familia, Woodward protagonizó varias obras de teatro de la comunidad local. Su primer trabajo como actriz en la pantalla llegó en 1991 cuando interpretó el papel recurrente de Missy en el programa de Nickelodeon Clarissa Explains It All. Repitió este papel dos veces durante cinco temporadas.
Después de su debut en televisión, Woodward consiguió papeles pequeños en un trío de películas hechas para la televisión. En primer lugar, junto a la estrella de Clarissa Explains It All Melissa Joan Hart en 1995 realizó el drama de televisión Family Reunion: A Relative Nightmare. Luego, también en 1995, interpretó a Lucy en su segunda película hecha para televisión, llamada Tornado!. En 1997 interpretó un papel sin acreditar en la miniserie de CBS True Women. Entre 2000 y 2005, Woodward interpretó varios papeles menores en varios programas de televisión, incluyendo The Drew Carey Show, Grounded for Life, Malcolm in the Middle, Crossing Jordan, Sin rastro, Psych y Boston Public.
Su debut en la pantalla grande llegó en 2005 cuando interpretó a Emma Sharp, la hija de Roland Sharp (Tommy Lee Jones), quien está asignado para proteger a un grupo de porristas de la Universidad de Texas que fueron testigos de un asesinato, en la comedia de acción Man of the House.
En 2007, Woodward tuvo su gran oportunidad con la serie The Riches, la cual se emitió durante dos temporadas (2007-2008) por la cadena de cable FX. En la serie, desempeñó el papel de Di Di Malloy, la hija del medio y adolescente de una familia estadounidense de nómadas irlandeses. En la serie, Di Di, junto con sus padres Dahlia y Wayne (Minnie Driver y Eddie Izzard), y sus hermanos Cael y Sam (Noel Fisher y Aidan Mitchell), se encuentran personalmente después de robar la identidad de una pareja rica y tratando de asimilarse en la cultura buffer en una zona country de Baton Rouge, Luisiana.
Después de terminar The Riches, Woodward realizó el papel de Leah en la película adolescente de terror sobrenatural The Haunting of Molly Hartley.
El regreso de Woodward a la televisión fue en 2009 cuando filmó un piloto para una nueva serie llamada Limelight, sobre una escuela de artes escénicas de Nueva York. La serie no fue aceptada y no se realizó. Ese mismo año, Woodward tuvo un papel recurrente en la serie de la NBC ER como Kelly Taggart, la hermana menor de la enfermera Samantha "Sam" Taggart. También protagonizó otro película de terror adolescente, The Shortcut.
Woodward apareció en el video musical de Katy Perry "Hot n Cold", y tuvo un cameo en el concierto documental de Perry Katy Perry: Part of Me. Perry, a su vez, participó como actriz invitada en un episodio de la segunda temporada de Raising Hope, donde Woodward trabajó.
En 2010, Woodward protagonizó el drama independiente Girlfriend. También interpretó al personaje principal en la comedia dramática Claire's Cambodia, la cual fue lanzada en 2013.
Luego, Woodward protagonizó la comedia de Fox Raising Hope, que también estuvo protagonizada por Cloris Leachman y Martha Plimpton. En la serie interpretó el papel de Sabrina, una cajera de una tienda de comestibles que es el interés amoroso de Jimmy, el personaje principal de la serie, interpretado por Lucas Neff.
A partir de 2016 Woodward participó en la serie de HBO Westworld en el papel de Elsie Hughes.
En 2020 dio su voz al personaje de The Last of Us Part II Dina.

## Filmografía
| Año  | Título                        | Personaje         |
| ---- | ----------------------------- | ----------------- |
| 2005 | Man of the House              | Emma Sharp        |
| 2005 | The Quiet                     | Fiona             |
| 2007 | Sunny & Share Love You        | Chica en la calle |
| 2007 | The Comebacks                 | Emily             |
| 2008 | The Haunting of Molly Hartley | Leah              |
| 2009 | The Shortcut                  | Lisa              |
| 2010 | Girlfriend                    | Candy             |
| 2012 | Katy Perry: Part of Me        | Ella misma        |
| 2012 | Adult World                   | Candace           |
| 2013 | Claire's Cambodia             | Claire            |
| 2014 | Search Party                  | Tracy             |

| Año       | Título                               | Personaje                      | Notas                                                                              |
| --------- | ------------------------------------ | ------------------------------ | ---------------------------------------------------------------------------------- |
| 1991–1994 | Clarissa Explains It All             | Missy / Alien 3                | Episodios: "Revenge", "Alter Ego" Episodio: "UFO"                                  |
| 1995      | Family Reunion: A Relative Nightmare | Leigh Dooley                   | Película para televisión                                                           |
| 1996      | Tornado!                             | Lucy                           | Película para televisión                                                           |
| 1997      | True Women                           | Joven Cherokee Woods (13 años) | Película para televisión                                                           |
| 2000      | The Drew Carey Show                  | Chica en cafetería             | Episodio: "Be Drew to Your School"                                                 |
| 2001      | Crossing Jordan                      | Lucy (no acreditada)           | Episodio: "Pilot"                                                                  |
| 2001      | Malcolm in the Middle                | Tammy                          | Episodio: "Houseboat"                                                              |
| 2001–2002 | Grounded for Life                    | Kristina                       | Episodios: "In My Room", "Jimmy's Got a Gun", "Is She Really Going Out with Walt?" |
| 2002      | Greetings from Tucson                | Chrissy                        | Episodio: "Popularity"                                                             |
| 2003      | Sin rastro                           | Vicki Johnson                  | Episodio: "Sons and Daughters"                                                     |
| 2003      | Boston Public                        | Allison Marianne Karr          | Episodio: "Chapter 69" Episodio: "Chapter 74"                                      |
| 2004      | Medical Investigation                | Danielle Johnson               | Episodio: "The Unclean"                                                            |
| 2005      | Quintuplets                          | Bailey                         | Episodio: "Chutes and Letters"                                                     |
| 2006      | Cold Case                            | Raquel Montero (1994)          | Episodio: "Detention"                                                              |
| 2007      | Psych                                | Alice Bundy                    | Episodio: "Scary Sherry: Bianca's Toast"                                           |
| 2007      | Law & Order: Special Victims Unit    | Cecilia Strayer                | Episodio: "Svengali"                                                               |
| 2007–2008 | The Riches                           | Di Di Malloy                   | Personaje secundario                                                               |
| 2009      | Limelight                            | Zoe Green                      | Piloto (la serie no prosperó)                                                      |
| 2009      | Mentes criminales                    | Linda Jones                    | Episodio: "Zoe's Reprise"                                                          |
| 2009      | ER                                   | Kelly Taggart                  | Episodio: "A Long, Strange Trip" Episodio: "T-Minus-6"                             |
| 2010–2014 | Raising Hope                         | Sabrina Collins                | Personaje principal                                                                |
| 2012      | Garfunkel and Oates                  | Jane                           |                                                                                    |
| 2016-2018 | Westworld                            | Elsie Hughes                   |                                                                                    |

| Año  | Título                 | Personaje | Notas                 |
| ---- | ---------------------- | --------- | --------------------- |
| 2020 | The Last of Us Part II | Dina      | Captura de movimiento |